# Civici musei e gallerie di storia e arte
I Civici musei e gallerie di storia e arte di Udine sono un complesso museale di proprietà del Comune. Istituiti nel 1865 ed aperti al pubblico nel 1866 presso il Palazzo Bartolini, furono trasferiti nell'attuale sede del Castello nel 1906. 

## Sezioni
Le sezioni sono:
- Museo Archeologico: comprende reperti preistorici, romani e del medioevo, provenienti in gran parte da Aquileia; circa 70.000 monete e medaglie antiche sono conservate presso il gabinetto numismatico.
- Galleria d'Arte Antica: la pinacoteca raccoglie in 14 sale, dipinti provenienti da chiese, case e palazzi della regione, così da permettere al visitatore di seguire con sufficiente agevolezza l'evoluzione dell'arte nella zona, specie nel periodo dal XV al XVIII secolo. Tra gli artisti presenti si segnalano: Giambattista Tiepolo, Nicolò Grassi, Antonio Carneo, Pellegrino da San Daniele, il Pordenone, Andrea Bellunello, il Caravaggio, l'udinese Giovanni Antonio Agostini e Pomponio Amalteo, lo spagnolo Juan Vicente Macip. Nel marzo del 2007 è stata restituita da Venezia, dopo una lunga contesa istituzionale tra i due comuni (con una raccolta di firme a favore della restituzione), la tela di Vittore Carpaccio Cristo tra quattro angeli con gli strumenti della Passione, realizzata nel 1496 per la chiesa udinese di San Pietro Martire.
- Galleria dei disegni e delle stampe: conserva circa 8.000 disegni e stampe; sono esposte al pubblico una selezione di circa 200 esemplari tra cui di particolare interesse sono le cartografie antiche, tra le quali una veduta della città risalente al XVII secolo.
- Museo friulano della fotografia: attivo dal 2001, presenta una selezione di circa 100 fotografie provenienti dalla collezione della fototeca (circa 200.000 immagini) che vengono esposte a rotazione.
- Collezioni Risorgimentali.